# Colin Campbell (réalisateur)
Pour les articles homonymes, voir Colin Campbell et Campbell.
Colin Campbell (de son vrai nom James Colin Campbell), né le 11 octobre 1859 à Falkirk (Écosse) et mort d'une thrombose cérébrale le 26 août 1928 à Hollywood (Californie, États-Unis), est un réalisateur, scénariste et acteur américain d'origine britannique.

## Biographie
D'origine écossaise, Colin Campbell émigre aux États-Unis très jeune et s'intéresse tout de suite à l'art cinématographique.

## Filmographie partielle

### Comme réalisateur
- 1911 : His First Long Trousers
- 1911 : Getting Married (+ scénario)
- 1911 : The Plumber (+ scénario)
- 1911 : A Romance of the Rio Grande (coréalisation : Otis Thayer)
- 1911 : Brown of Harvard (+ scénario)
- 1911 : Paid Back (+ scénario)
- 1912 : Cinderella (+ scénario)
- 1912 : The Prosecuting Attorney (+ scénario)
- 1912 : A Safe Proposition (+ scénario)
- 1912 : The Hypnotic Detective (+ scénario)
- 1912 : The Ace of Spades (+ scénario)
- 1912 : Bounder (+ scénario)
- 1912 : The Ones Who Suffer
- 1912 : A Waif of the Sea (+ scénario)
- 1912 : Me an' Bill (+ scénario)
- 1912 : Bessie's Dream
- 1912 : The New Woman and the Lion
- 1912 : The Price He Paid (+ scénario)
- 1912 : The Coming of Columbus
- 1912 : The Love of an Island Maid
- 1912 : Rivals (+ scénario)
- 1912 : A Reconstructed Rebel
- 1912 : The Price of Art
- 1912 : The Vision Beautiful
- 1912 : The Professor's Wooing
- 1912 : His Masterpiece (+ scénario)
- 1912 : The Polo Substitute
- 1912 : The Little Indian Martyr
- 1912 : Sergeant Byrne of the Northwest Mounted Police
- 1912 : The Indelible Stain (+ coscénario)
- 1912 : Partners (+ scénario)
- 1912 : The Pity of It (+ scénario)
- 1912 : The Great Drought
- 1912 : An Assisted Elopement
- 1912 : Monte Cristo (+ scénario)
- 1912 : The Shuttle of Fate
- 1912 : A Sad Devil
- 1912 : The Fisherboy's Faith
- 1912 : His Wedding Eve (+ scénario)
- 1912 : Carmen of the Isles (+ scénario)
- 1912 : Kings of the Forest (+ scénario)
- 1912 : Old Songs and Memories
- 1912 : Shanghaied
- 1912 : Mike's Brainstorm
- 1912 : The Triangle (+ scénario)
- 1912 : The God of Gold (+ coscénario)
- 1912 : Opitsah: Apache for Sweetheart
- 1912 : Sammy Orpheus ou The Pied Piper of the Jungle
- 1912 : The Last of Her Tribe
- 1912 : The Little Organ Player of San Juan
- 1913 : Greater Wealth
- 1913 : Whose Wife Is This? (+ scénario et histoire)
- 1913 : A Revolutionary Romance (+ scénario et histoire)
- 1913 : The Three Wise Men
- 1913 : A Little Hero
- 1913 : The Early Bird
- 1913 : The Flaming Forge
- 1913 : The Story of Lavinia
- 1913 : The Dancer's Redemption
- 1913 : Sally in Our Alley
- 1913 : A Prisoner of Cabanas
- 1913 : Vengeance Is Mine
- 1913 : A Wise Old Elephant
- 1913 : Alas! Poor Yorick! (+ scénario et production)
- 1913 : Dollar Down, Dollar a Week (+ scénario)
- 1913 : Hiram Buys an Auto (+ scénario)
- 1913 : An Old Actor (+ scénario et interprétation)
- 1913 : In the Long Ago
- 1913 : The Noisy Six
- 1913 : Wamba, a Child of the Jungle
- 1913 : The Wordless Message
- 1913 : When the Circus Came to Town
- 1913 : Alone in the Jungle
- 1913 : When Lillian Was Little Red Riding Hood
- 1913 : When Men Forget
- 1913 : Songs of Truce
- 1913 : Budd Doble Comes Back
- 1913 : A Wild Ride (+ scénario)
- 1913 : The Ne'er to Return Road
- 1913 : Thor, Lord of the Jungles
- 1913 : Hope
- 1913 : Phantoms
- 1913 : The Hopeless Dawn (+ scénario)
- 1913 : Terrors of the Jungle
- 1913 : The Master of the Garden
- 1913 : Until the Sea... (+ scénario)
- 1913 : A Dip in the Briney (+ scénario et histoire)
- 1914 : The Lily of the Valley
- 1914 : On the Breast of the Tide
- 1914 : The Uphill Climb
- 1914 : The Tragedy of Ambition
- 1914 : The Smuggler's Sister
- 1914 : The Salvation of Nance O'Shaughnessy (+ scénario)
- 1914 : The Spoilers
- 1914 : The Cherry Pickers
- 1914 : Shotgun Jones
- 1914 : Me an' Bill
- 1914 : In Defiance of the Law (+ scénario)
- 1914 : His Fight (+ scénario)
- 1914 : The Wilderness Mail (+ scénario)
- 1914 : The Mother Heart
- 1914 : When the Cook Fell Ill
- 1914 : Etienne of the Glad Heart
- 1914 : Willie
- 1914 : The Speck on the Wall (+ scénario)
- 1914 : The Reveler (+ scénario)
- 1914 : The White Mouse (+ scénario)
- 1914 : Chip of the Flying U (+ scénario)
- 1914 : When the West Was Young
- 1914 : The Lonesome Trail
- 1914 : The Going of the White Swan (+ scénario)
- 1914 : Hearts and Masks (+ scénario)
- 1914 : The Woman of It (+ scénario)
- 1914 : The Tragedy That Lived (+ scénario)
- 1914 : The Losing Fight (+ scénario)
- 1914 : The Story of the Blood Red Rose
- 1914 : Her Sacrifice (+ scénario)
- 1914 : In the Days of the Thundering Herd
- 1914 : Till Death Us Do Part (+ scénario)
- 1915 : The Vision of the Shepherd
- 1915 : The Carpet from Bagdad
- 1915 : Willie Goes to Sea
- 1915 : Sands of Time (+ scénario)
- 1915 : The Rosary
- 1915 : Ebb Tide
- 1915 : Man's Law (+ scénario)
- 1915 : The Runt (+ scénario)
- 1915 : Sweet Alyssum
- 1915 : Just as I Am
- 1915 : Foiling Father's Foes (+ interprétation)
- 1916 : The Smouldering Flame
- 1916 : The Devil-in-Chief
- 1916 : Thou Shalt Not Covet
- 1916 : The Regeneration of Jim Halsey (+ scénario et histoire)
- 1916 : The Ne'er Do Well
- 1916 : The Three Wise Men
- 1916 : Gloria's Romance (coréalisation : Walter Edwin)
- 1916 : The Dream of Eugene Aram (+ scénario)
- 1916 : The Brand of Cain
- 1916 : The Garden of Allah
- 1916 : The Crisis (+ scénario)
- 1917 : Beware of Strangers
- 1917 : The Smoldering Spark
- 1917 : The Love of Madge O'Mara
- 1917 : Her Perilous Ride
- 1917 : Her Heart's Desire
- 1917 : Between Man and Beast
- 1917 : The Victor of the Plot
- 1917 : The Witness for the State
- 1917 : The Angel of Poverty Row
- 1917 : The Law North of 65
- 1917 : Who Shall Take My Life?
- 1918 : Daniel le conquérant (The City of Purple Dreams)
- 1918 : The Still Alarm (+ scénario)
- 1918 : A Hoosier Romance (+ scénario)
- 1918 : The Yellow Dog (en)
- 1918 : Tongues of Flame
- 1918 : The Sea Flower
- 1918 : Little Orphant Annie
- 1919 : The Railroader (en)
- 1919 : The Thunderbolt (en)
- 1919 : The Beauty Market (en)
- 1920 : The Corsican Brothers (en) (coréalisation : Louis Gasnier)
- 1920 : When Dawn Came (en)
- 1920 : Moon Madness
- 1920 : Big Happiness
- 1921 : The First Born
- 1921 : Les Roses noires (Black Roses)
- 1921 : Where Lights Are Low
- 1921 : Le Devin du faubourg (The Swamp)
- 1921 : The Lure of Jade (en)
- 1922 : Une femme de tête (Two Kinds of Women)
- 1922 : The World's a Stage (en)
- 1923 : La Loi du désert (Three Who Paid)
- 1923 : Une tigresse (en) (The Buster)
- 1923 : Sa vengeance (en) (Bucking The Barrier)
- 1923 : The Grail
- 1924 : Pagan Passions (en)
- 1924 : The Bowery Bishop
- 1925 : Balto's Race to Nome

### Comme scénariste
- 1912 : Brains and Brawn de Fred Huntley

### Comme acteur
- 1913 : An Old Actor
- 1915 : Bing-Bang Brothers (anonyme)
- 1915 : Foiling Father's Foes
- 1915 : Toodles, Tom and Trouble (anonyme)
- 1921 : Where Lights Are Low

## Commentaires
- Jean Tulard : « L'un des grands pionniers du cinéma américain. […] Il tourna plus de 500 films pour les Compagnies Selig et Mutual. […] Malheureusement la majeure partie de son œuvre est perdue »[1].